# Enea (Calcídica)

Mapa de la Antigua Macedonia con la ubicación de Enea, junto al golfo Termaico.

Enea (en griego, Αἴνεια) fue una antigua ciudad griega de la península Calcídica. 

## Tradición sobre su fundación
Según la tradición, fue fundada por supervivientes troyanos que, con Eneas, llegaron a la península de Palene donde fueron acogidos por los cruseos. Allí erigieron un templo a Afrodita y fundaron la ciudad.

## Historia
Es citada por Heródoto como una de las ciudades —junto a Lipaxo, Combrea, Lisas, Campsa, Gigono y Esmila— situadas en las proximidades del golfo Termaico, en la región de Crosea, cercanas a la península de Palene donde Jerjes reclutó tropas en su expedición del año 480 a. C. contra Grecia.
Posteriormente la ciudad perteneció a la liga de Delos puesto que aparece en listas de tributos a Atenas desde 451/0 a. C. hasta 429/8 a. C.
En el Periplo de Pseudo-Escílax se cita entre las ciudades de Macedonia.
Fue destruida durante la época de Casandro de Macedonia, y sus habitantes se trasladaron a la recién fundada ciudad de Tesalónica, junto con los habitantes de otras veintiséis pequeñas ciudades de Crosea y de la orilla del golfo Termaico.
En el año 169 a. C., durante la tercera guerra macedónica, el territorio de Enea fue devastado por un ejército romano bajo el mando de Cayo Marcio.

## Localización
Estaba situada cerca del cabo Eneo a unos 25 km al noroeste de Campsa.
Se localiza en el lugar de la ciudad moderna de Nea Michaniona.